# Paris-Roubaix de 2008

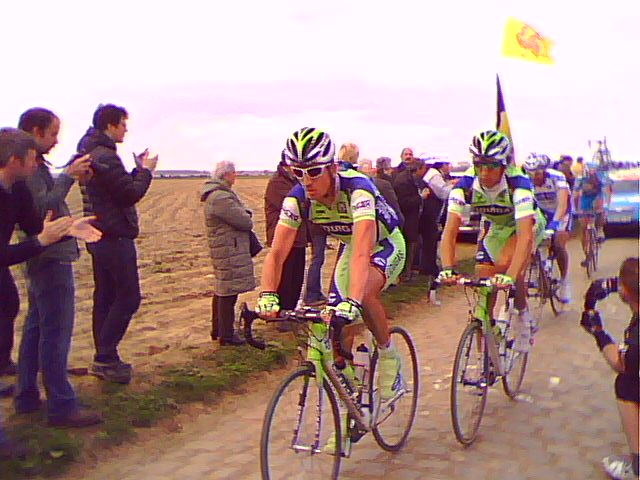
F.willems e F.pozzato (Liquigas) no sector do Carrefour de l'Arbre

A Paris-Roubaix 2008 foi a 106.ª edição desta corrida de ciclismo que teve lugar a 13 de abril de 2008 sobre uma distância de 259,5 km.
O ciclista belga Tom Boonen ganhou por segunda vez esta prova depois de impor-se no sprint a Fabian Cancellara e Alessandro Ballan, respectivamente.

## Participantes
| CSC | Rabobank | Cycle Collstrop |
| - 01. Stuart O'Grady - 02. Kurt-Asle Arvesen - 03. Lars Ytting Bak (A) - 04. Matti Breschel - 05. Fabian Cancellara - 06. Allan Johansen - 07. Kasper Klostergaard (A) - 08. Marcus Ljungqvist               | - 11. Juan Antonio Flecha - 12. Jan Boven - 13. Rick Flens - 14. Mathew Hayman - 15. Pedro Horrillo - 16. Sebastian Langeveld (A) - 17. Tom Leezer - 18. Joost Posthuma                                        | - 21. Steffen Wesemann - 22. Borut Božič (A) - 23. Bastiaan Giling (A) - 24. Michał Gołaś (A) - 25. Marco Marcato - 26. Matthé Pronk - 27. Raynold Smith (A) - 28. Kenny Van Der Schueren (A)             |
| Silence Lotto | Liquigas | Quick Step |
| - 31. Leif Hoste - 32. Wim De Vocht - 33. Jürgen Roelandts (A) - 34. Roy Sentjens - 35. Maarten Tjallingii (A) - 36. Greg Van Avermaet - 37. Johan Van Summeren - 38. Wim Vansevenant                        | - 41. Filippo Pozzato - 42. Maciej Bodnar (HD) - 43. Francesco Chicchi (A) - 44. Murilo Fischer - 45. Enrico Franzoi (A) - 46. Aleksandr Kuschynski - 47. Manuel Quinziato - 48. Frederik Willems              | - 51. Tom Boonen - 52. Wilfried Cretskens - 53. Steven De Jongh - 54. Stijn Devolder - 55. Kevin Hulsmans (A) - 56. Matteo Tosatto - 57. Wouter Weylandt - 58. Maarten Wynants (A)                        |
| High Road | Lampre | Gerolsteiner |
| - 61. George Hincapie - 62. Bernhard Eisel - 63. Bert Grabsch (A) - 64. Roger Hammond - 65. Andreas Klier (A) - 66. Servais Knaven - 67. Vicente Reynés (A) - 68. Marcel Sieberg (A)                         | - 71. Alessandro Ballan - 72. Fabio Baldato - 73. Marco Bandiera - 74. Paolo Bossoni (A) - 75. Paolo Fornaciari - 76. Massimiliano Mori - 77. Christian Murro (A) - 78. Danilo Napolitano                      | - 81. Thomas Fothen (A) - 82. Oscar Gatto (A) - 83. Heinrich Haussler - 84. Sven Krauss - 85. Sebastian Lang - 86. Stephan Schreck (A) - 87. Carlo Westphal (A) - 88. Peter Wrolich                       |
| Team Milram | Cofidis | Ag2r-La Mondiale |
| - 91. Ralf Grabsch - 92. Markus Eichler - 93. Dennis Haueisen (A) - 94. Christian Knees - 95. Martin Müller - 96. Enrico Poitschke (A) - 97. Fabio Sabatini - 98. Niki Terpstra                              | - 101. Nick Nuyens - 102. Kevin De Weert (A) - 103. Hervé Duclos-Lassalle - 104. Mathieu Heijboer - 105. Frank Høj - 106. Sébastien Minard - 107. Staf Scheirlinckx - 108. Tristan Valentin (A)                | - 111. Martin Elmiger - 112. Renaud Dion - 113. Yuriy Krivtsov (A) - 114. Laurent Mangel (A) - 115. Lloyd Mondory (A) - 116. Jean-Patrick Nazon (A) - 117. Stéphane Poulhiès (A) - 118. Stijn Vandenbergh |
| Française des Jeux | Caisse d'Epargne | Skil-Shimano |
| - 121. Frédéric Guesdon - 122. Sébastien Chavanel (A) - 123. Mickaël Delage - 124. Arnaud Gérard - 125. Timothy Gudsell (A) - 126. Matthieu Ladagnous - 127. Christophe Mengin - 128. Yoann Offredo          | - 131. Arnaud Coyot (A) - 132. Mathieu Drujon - 133. Imanol Erviti - 134. José Vicente García Deita - 135. José Iván Gutiérrez (A) - 136. Luis Pasamontes (A) - 137. Nicolas Portal - 138. José Joaquín Rojas  | - 142. Roy Curvers (A) - 143. Maarten Den Bakker (A) - 144. David Deroo (A) - 145. Floris Goesinnen (A) - 146. Sebastian Siedler (A) - 147. Tom Veelers - 148. Robert Wagner - 149. Fabien Bacquet (A)    |
| Topsport Vlaanderen | Agritubel | Landbouwkrediet |
| - 151. Nico Eeckhout - 152. Koen Barbé - 153. Kenny Dehaes (A) - 154. Pieter Ghyllebert (A) - 155. Kristof Goddaert - 156. Kurt Hovelynck - 157. Maarten Neyens (A) - 158. Pieter Vanspeybrouck              | - 161. Jimmy Casper - 162. Émilien-Benoît Bergès - 163. Steven Caethoven - 164. Cédric Coutouly - 165. Mikel Gaztañaga - 166. Kevyn Ista (A) - 167. Geoffroy Lequatre - 168. Benoît Sinner (A)                 | - 171. Tom Steels (A) - 172. Dirk Bellemakers (A) - 173. David Boucher - 174. Jan Kuyckx - 175. Filip Meirhaeghe - 176. Kevin Neirynck - 177. Reino Unido Ian Stannard                                    |
| Crédit Agricole | Bbox Bouygues Telecom | Saunier Duval-Scott |
| - 181. Thor Hushovd (A) - 182. László Bodrogi - 183. Jimmy Engoulvent - 184. Sébastien Hinault - 185. Jeremy Hunt (A) - 186. Gabriel Rasch - 187. Mark Renshaw (A) - 188. Yannick Talabardon                 | - 191. Aurélien Clerc - 192. Yohann Gène (A) - 193. Vincent Jérôme - 194. Rony Martias (A) - 195. Alexandre Pichot - 196. Erki Pütsep - 197. Franck Renier - 198. Sébastien Turgot (A)                         | - 201. Raúl Alarcón - 202. Raivis Belohvoščiks (A) - 203. Ermanno Capelli (A) - 204. Jesús del Nero (A) - 205. Denis Flahaut (HD) - 207. Luciano Pagliarini - 208. Aurélien Passeron (A)                  |
| Euskaltel-Euskadi | Tinkoff Credit Systems | Barloworld |
| - 211. Josu Agirre (A) - 212. Beñat Albizuri (A) - 213. Lander Aperribay (A) - 214. Javier Aramendia (A) - 215. Koldo Fernández (A) - 216. Markel Irizar - 217. Juan José Oroz - 218. Alan Pérez (A)         | - 221. Mijaíl Ignátiev - 222. Pavel Brutt (A) - 223. Ilya Chernetsky (A) - 224. Nikita Eskov (A) - 225. Alexander Gottfried (A) - 226. Alberto Loddo (A) - 227. Bernardo Riccio (A) - 228. Alexander Serov (A) | - 231. Robert Hunter (A) - 232. Patrick Calcagni (A) - 233. Baden Cooke - 234. Marco Corti (A) - 235. Christopher Froome (A) - 236. Daryl Impey (A) - 237. Paolo Longo - 238. Carlo Scognamiglio (A)      |
| Garmin-Chipotle presented by H3Ou | | |
| - 241. Magnus Bäckstedt (A) - 242. Julian Dean (A) - 243. Tyler Farrar - 244. Michael Friedman (A) - 245. William Frischkorn (A) - 246. Christophe Laurent - 247. Martijn Maaskant - 248. Christopher Sutton | | |

A: abandono

HD: fora de controle

## Classificação final
| Posição | Ciclista           | Equipa                            | Tempo      |
| ------- | ------------------ | --------------------------------- | ---------- |
| 1.      | Tom Boonen         | Quick Step-Innergetic             | 5h 58' 42" |
| 2.      | Fabian Cancellara  | CSC                               | m.t.       |
| 3.      | Alessandro Ballan  | Lampre                            | m.t.       |
| 4.      | Martijn Maaskant   | Garmin-Chipotle presented by H3Ou | + 3' 39"   |
| 5.      | Stuart O'Grady     | CSC                               | + 3' 57"   |
| 6.      | Leif Hoste         | Silence-Lotto                     | m.t.       |
| 7.      | Stijn Devolder     | Quick Step-Innergetic             | + 3' 59"   |
| 8.      | Johan Van Summeren | Silence-Lotto                     | + 4' 35"   |
| 9.      | George Hincapie    | High Road                         | + 5' 12"   |
| 10.     | Fabio Baldato      | Lampre                            | m.t.       |